# San Giuseppe delle Scalze a Pontecorvo (Nápoly)
A San Giuseppe delle Scalze a Pontecorvo templom Nápolyban.

## Története
A templomot 1619-ben építették, majd 1643 és 1660 között Cosimo Fanzago tervei alapján átépítették. 1709-ben Giovanni Battista Manni végzett rajta kisebb átépítési munkálatokat. Belső díszítéseit 1903-ban restaurálták, miután a mennyezet egy része beomlott. A templom eleinte a karmeliták tulajdona volt, majd a barnabiták szerezték meg. Jelenleg felújítás alatt áll.

## Leírása
A templom homlokzata gazdagon díszített, három szintes. A bejárathoz monumentális lépcsősor vezet. A bejárat felett, a második szinten a névadó szent, valamint Ávilai Szent Teréz és Alcántarai Szent Péter szobra díszíti. A harmadik a kórus szintje, megvilágításáról három ablak gondoskodik. A homlokzatot volutás timpanon zárja le. A templom görög kereszt alaprajzú. Belső dekorációi közül figyelemre méltó Luca Giordano Jézus születését ábrázoló festménye, valamint Francesco Di Maria Kálváriát valamint Ávilai Szent Terézt és Alcántarai Szent Pétert ábrázoló oltárképei.